# Стефан Цветков
Стефан Цветков е български състезател по тенис, треньор, ръководител и бизнесмен, роден в София на 20 април 1970 г.
Състезател и впоследствие капитан на националния отбор на България за Купа Дейвис. От 2008 г. е председател на Българската федерация по тенис.
Започва да тренира тенис на 8-годишна възраст. Бил е републикански шампион и национален състезател в различни възрастови групи, има и титли от републикански лични и отборни първенства за мъже, имал е точки в световните ранглисти на ITF до 18 години и на ATP за мъже.
През 1990-1991 г. играе в националния отбор за Купа Дейвис, като активът му е 1 победа и 2 загуби. През 1991 г. заминава да учи в САЩ, където играе в американската колежанска лига за отборите на Айова Стейт и по-късно за Юнивърсити ъф Минесота. От 1992 до 1997 г. играе с успех и в германското клубно първенство.
През периода 1997-2000 г. е капитан на отбора на България за Купа Дейвис. Под негово ръководство отборът постига актив от 7 победи и 4 загуби, а освен това печели сребърни и бронзови медали на европейско отборно първенство по тенис за мъже в Монтекатини (Италия) през 1998 и 1999 г. с победи над отбори като Чехия и Германия. Като капитан Стефан Цветков спечелва и сребърен медал от европейското клубно първенство по тенис за мъже през 2004 г. в Белгия.
От 2004 г. е заместник-председател на Българската федерация по тенис, а от май 2008 г. неин председател. От 2005 г. е член е на Изпълкома, а от 2009 г. е и заместник-председател на БОК.
Стефан Цветков е българинът с най-високи постове в световните тенис организации. В европейската тенис асоциация ("Tennis Europe") от 2005 г. е член на комисията по професионален тенис, през март 2008 г. е избран за член на Борда на Директорите, а през юни и за председател на комисията по професионален тенис, а от 2014 г. е вицепрезидент на асоциацията.
В международната федерация по тенис (ITF) от 2011 г. е член на комисията за ветерански тенис. От 2015 г. е член на Борда на директорите на Международната тенис федерация (ITF). Председател е на комисията за развитие на веригата за жени ITF Women’s Circuit, член на комисията на атлетите към ITF, бил е вицепрезидент на Европейската тенис асоциация (Tennis Europe) и понастоящем е неин пожизнен почетен съветник.
От 2007 г. е президент на „Интърнешънъл лаун тенис клуб“ на България, а от 2009 г. е и почетен член на клуба във Великобритания. Член на борда на директорите на „Хопман къп“ от 2018 г. Член на Международната комисия към Световната зала на тенис славата в Нюпорт.
Член на Борда на директорите на Професионалния тенис регистър на треньорите. Президент за България на The Global Professional Tennis Coach Association от 2019 г.
Той е организатор и Турнирен директор на най-голямото състезание по тенис, провеждано до този момент в България – Турнира на шампионките на Женската тенис асоциация (WTA) – при трите му издания в периода 2012-2014 г.
През 2015 и 2016 г. е турнирен директор на женския - WTA TEB BNP Paribas Istanbul Cup, и на мъжкия - ATP TEB BNP Paribas Istanbul Open, в Турция.
Председател на организационния комитет на турнира от сериите АТР 250 - Sofia Open, от 2018 г.
Занимава се с бизнес, семеен, с две деца.